# Amalfi
Amalfi é uma comuna da província de Salerno, na região da Campânia, na Itália. Possui cerca de 5 421 habitantes. Estende-se por uma área de 6 quilómetros quadrados, tendo uma densidade populacional de 904 habitantes por quilômetro quadrado. Faz fronteira com Agerola (NA), Atrani, Conca dei Marini, Furore e Scala. Pertence à rede das Cidades Cittaslow.

## História
Considerada uma das mais antigas repúblicas marítimas, Amalfi desenvolveu intenso intercâmbio com o Império Bizantino e Egito durante a Idade Média. Os mercadores amalfitanos conquistaram, dos árabes, o monopólio do comércio mediterrâneo, fundando, no século X, a base mercantil da Itália meridional no Oriente Médio. Entre os testemunhos mais importantes da grandeza de Amalfi, estão as "Tábuas Amalfitanas" (Tavole Amalfitane), um código que reunia as normas do direito marítimo e que permaneceu válido por toda a Idade Média.
Depois da conquista pelos normandos em 1073, Amalfi iniciou uma rápida decadência, sendo substituída por Nápoles em seu papel de potência mercantil. Em 1137, foi saqueada pelos pisanos enquanto estava envolvida por catástrofes naturais (grandes inundações), sendo anexada então ao Reino da Sicília.

## Demografia
| Variação demográfica do município entre 1861 e 2011                               |
|                                                                                   |
| Fonte: Istituto Nazionale di Statistica (ISTAT) - Elaboração gráfica da Wikipedia |

## Locais de visita

### Edifícios
- Catedral de Amalfi - Construída no século IX, também chamada de Duomo Amalfitano, é o coração da cidade; em estilo bizantino, foi reformada, no século XI, pelo duque de Bari. A "versão" atual da catedral deve-se ao prelado e cardeal amalfitano, Pietro Capuano. Localiza-se na Piazza del Duomo.

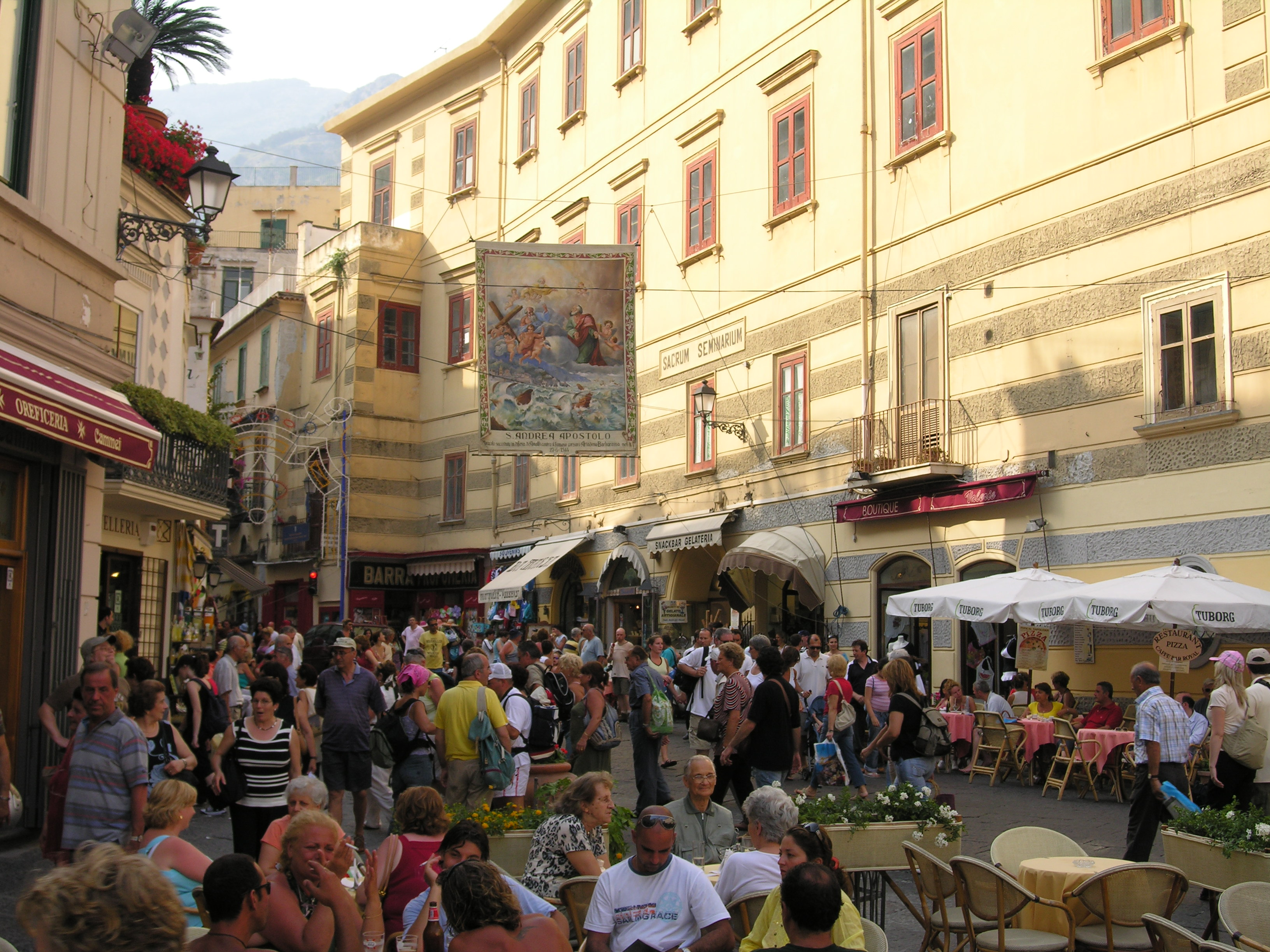
A praça do Domo

- Chiostro del Paradiso (Claustro do Paraíso) - Construído entre 1266 e 1268, pelo arquiteto Filippo Augustariccio. Serviu como um mausoléu no qual eram sepultados membros das famílias nobres de Amalfi e da região. Em estilo árabe, com colunas romanas, retrata, nas alegorias, Peleu e Tétis.
- Museo della Carta - Celebra uma atividade manufatureira desenvolvida em Amalfi, desde os tempos da República: a produção de papel. Os segredos da produção foram herdados posteriormente pelos árabes. A produção era controlada, na Idade Média, pela família Milano.

## Monumentos
- Arsenalle della Reppublica - Monumento em homenagem ao arsenal de armas da República Marítima de Amalfi, pioneira em toda a Itália. Construído em 2008 e aberto para a visitação em 2010.

## Personalidades amalfitanas
- Antonio Rocco (1880 - 1944), pintor ítalo-brasileiro;
- Giovanna d'Aragona (? - ?), duquesa de Amalfi;
- Johnny Torrio (1882 - 1957), gângster ítalo-estadunidense;
- Pietro Capuano (? - 1214), cardeal da Igreja Católica;
- Gerard Tum (1040 - 1490), místico, santo e fundador da Ordem Soberana e Militar de Malta;
- Rogério de Altavila (1095 - 1154), rei da Sicília, da Casa de Altavila.

## Aeroportos
- Aeroporto de Nápoles;
- Aeroporto de Salerno Costa d'Amalfi